# Légny
Légny é uma comuna francesa na região administrativa de Auvérnia-Ródano-Alpes, no departamento de Ródano. Estende-se por uma área de 3,97 km². Em 2010 a comuna tinha 687 habitantes (densidade: 173 hab./km²).